# بوولیکادا (۱)
بوولیکادا (به لاتین: Buwelikada) یک منطقهٔ مسکونی در سری‌لانکا است که در استان مرکزی (سری‌لانکا) واقع شده‌است.